# Fuentelespino de Moya
Fuentelespino de Moya é um município da Espanha, na província de Cuenca, comunidade autônoma de Castela-Mancha. Tem 65,72 km² de área e em 2021 tinha 103 habitantes (densidade: 1,6 hab./km²). Limita com os municípios de Algarra, Alcalá de la Vega, Casas de Garcimolina, Moya, Landete, Henarejos, San Martín de Boniches e Campillos-Paravientos.